# 개나무좀하목
개나무좀하목(Bostrichiformia)은 풍뎅이아목 딱정벌레의 하목이다. 2개 상과에 수시렁이과(Dermestidae)와 빗살수염벌레과(Anobiidae), 개나무좀과(Bostrichidae) 등을 포함하고 있다.

## 하위 분류
- 개나무좀상과 (Bostrichoidea)
  - 빗살수염벌레과 (Anobiidae)
  - 개나무좀과 (Bostrichidae)
  - 수시렁이과 (Dermestidae)
  - Jacobsoniidae
  - Nosodendridae
- 데로돈투스상과 (Derodontoidea)
  - 데로돈투스과 (Derodontidae)